# Municipio de Center (condado de Rice)
El municipio de Center (en inglés: Center Township) es un municipio ubicado en el condado de Rice en el estado estadounidense de Kansas. En el año 2010 tenía una población de 131 habitantes y una densidad poblacional de 1,38 personas por km².

## Geografía
El municipio de Center se encuentra ubicado en las coordenadas 38°18′33″N 98°19′12″O / 38.30917, -98.32000. Según la Oficina del Censo de los Estados Unidos, el municipio tiene una superficie total de 94.95 km², de la cual 94,92 km² corresponden a tierra firme y (0,04 %) 0,03 km² es agua.

## Demografía
Según el censo de 2010, había 131 personas residiendo en el municipio de Center. La densidad de población era de 1,38 hab./km². De los 131 habitantes, el municipio de Center estaba compuesto por el 90,84 % blancos, el 9,16 % eran de otras razas. Del total de la población el 9,16 % eran hispanos o latinos de cualquier raza.